# Mancos
Mancos és una població dels Estats Units a l'estat de Colorado. Segons el cens del 2000 tenia 1.119 habitants.

## Demografia
Segons el cens del 2000, Mancos tenia 1.119 habitants, 478 habitatges, i 292 famílies. La densitat de població era de 744,9 habitants per km².
Dels 478 habitatges en un 32% hi vivien nens de menys de 18 anys, en un 43,7% hi vivien parelles casades, en un 13,2% dones solteres, i en un 38,9% no eren unitats familiars. En el 33,7% dels habitatges hi vivien persones soles el 13,2% de les quals corresponia a persones de 65 anys o més que vivien soles. El nombre mitjà de persones vivint en cada habitatge era de 2,31 i el nombre mitjà de persones que vivien en cada família era de 2,93.
Per edats la població es repartia de la següent manera: un 25,8% tenia menys de 18 anys, un 9% entre 18 i 24, un 26,1% entre 25 i 44, un 25,5% de 45 a 60 i un 13,6% 65 anys o més.
L'edat mediana era de 38 anys. Per cada 100 dones de 18 o més anys hi havia 89,5 homes.
La renda mediana per habitatge era de 25.223 $ i la renda mediana per família de 32.188 $. Els homes tenien una renda mediana de 27.708 $ mentre que les dones 17.292 $. La renda per capita de la població era de 13.946 $. Entorn de l'11,8% de les famílies i el 16,1% de la població estaven per davall del llindar de pobresa.

## Poblacions més properes
El següent diagrama mostra les poblacions més properes.